# Chórová povinnost
Chórová povinnost zavazuje ke společné modlitbě denní modlitby církve, tedy k chórové modlitbě. Mají ji mniši, mnišky a někdy i další řeholníci (zejména řeholní kanovníci) či řeholnice, jakož i kanovníci katedrálních a kolegiátních kapitul.